# 2 Dudes and a Dream
2 Dudes and a Dream – amerykański film komediowy powstały w 2009 roku. Debiut reżyserski Nathana Bextona, który napisał też do niego scenariusz razem z Brianem Droletem i Willem Strodem.

## Obsada
- Brian Drolet − Thomas Price
- Nic Nac − Sebastian Dinkle
- Tanja Reichert − April Stevenson
- Al Santos − Chuck Stevenson
- Jordan Eubanks − Marcus Shakesalot
- Carlos Ramirez − Roberto Castillo
- Stuart Stone − Barry Swift
- Simon Rex − Dirt Nasty
- James Duval − Phil
- Jon Abrahams − instruktor
- Nathan Bexton − Eight
- Julianna Guill − Stacy
- Denny Kirkwood − Manchello
- Jason Mewes − sprzedawca